# Лира Маседу, Изабела Рамона
Изабела Рамона Лира Маседу (порт. Isabela Ramona Lyra Macedo), также известная как Изабела Рамона, Иза Рамона или Рамона (род. 23 января 1994, Салвадор, Баия, Бразилия) — бразильская баскетболистка, форвард. Выступает за сыктывкарский клуб «Ника-Лузалес» и женскую сборную Бразилии по баскетболу.

## Биография
Родилась в Салвадоре, баскетболом начала заниматься в Рио-де-Жанейро. Первый профессиональный клуб — «Сан-Жозе-дус-Кампус» из Сан-Паулу, выступающий в бразильской Женской Баскетбольной Лиге.
После одного сезона в стане клуба Рамона перебралась в клуб «Сампайю Корреа», в составе которого стала чемпионкой Бразилии.
В сезоне 2021/22 стала чемпионкой и обладательницей Кубка Словении за клуб «Целе», а также лучшим игроком Финала Четырёх Адриатической лиги, которую клуб также выиграл.
Участница Олимпийских игр-2016 в Рио и 2024 в Париже, чемпионата мира 2014.

## Достижения

### Клубные
Сампайю Корреа
- Чемпион Бразилии: 2015/16

Валенсия
- Чемпион Женской лиги-2 Испании: 2017/2018

Целе
- Чемпион Словении: 2021/22
- Обладатель Кубка Словении: 2021/22
- Чемпион Адриатической лиги: 2022

### Национальные
Сборная Бразилии
- Чемпион Америки (1): 2023
- Чемпион Панамериканских игр (1): 2019
- Чемпион Южной Америки (2): 2014, 2022